# Герасимов, Сергей Владимирович
Сергей Владимирович Герасимов (р. 1964, Харьков) — украинский писатель-фантаст.

## Биография
Закончил Харьковский госуниверситет. После окончания университета девять лет проработал в средней школе, где преподавал физику, основы вычислительной техники, астрономию, психологию и английский язык. С начала девяностых занимается психологией, пишет вариант учебника психологии для школ, книгу о психологии контактов, публикует несколько статей, в том числе статью в журнале «Вопросы Психологии», где постулирует существование нового вида познавательной активности и интереса. После этого серьёзно занимается проблемами человеческого интереса — и таким образом пришёл к популярной литературе, как феномену интересного. В последние годы, наряду с литературой, занимается преподаванием английского по собственной методике. Сейчас, в 2011 году, очень известен в Америке.
Первый свой рассказ, «Надеясь жить», который, по словам Герасимова, «совершенно случайно оказался фантастическим», он написал 14 июня 1993, и уже 23 июня этот рассказ был опубликован в харьковской газете «Мастер». Сейчас у Сергея Владимировича есть жена Елена, и дочь Анна.